# 萨克森-迈宁根
萨克森-迈宁根（德語：Sachsen-Meiningen）是韦廷家族在图林根的一个邦国。1680年由萨克森-哥达分裂产生。1871年加入德意志帝国。1918年德国君主制覆亡，1920年成为魏玛共和国图林根州的一部分。

## 成立背景
萨克森-哥达公爵兼萨克森-阿尔滕堡公爵恩斯特一世有12个儿子，其中有七人活到成年。1675年，恩斯特一世去世，他活着的最年长的儿子腓特烈继承了他的领地。但遭到其他儿子的反对。1680年，腓特烈一世与六个弟弟通过协议瓜分了父亲的领土。其中恩斯特一世的第六子博恩哈德得到了迈宁根，并于次年称萨克森-迈宁根公爵。

## 简史
随着1699年萨克森-科堡和1710年萨克森-勒姆希尔德的绝嗣，萨克森-迈宁根扩大了国土。1735年，萨克森-科堡的松讷贝格归于萨克森-迈宁根，1753年，勒姆希尔德的三分之二归于萨克森-迈宁根。
19世纪初，萨克森-迈宁根先后加入了莱茵邦联和德意志邦联。
1825年，萨克森-哥达-阿尔滕堡绝嗣，归于萨克森-科堡-萨尔费尔德和萨克森-希尔德布尔格豪森。1826年，恩斯廷系诸邦国领地重新划分。萨克森-迈宁根得到了希尔德布尔格豪森、萨尔费尔德、坎堡、克拉尼希费尔德等领地，领土大大增加。
1829年，萨克森-迈宁根公国实施宪法。1833年，图林根诸邦加入德意志关税同盟。
1866年的德意志内战中，萨克森-迈宁根与奥地利帝国和巴伐利亚王国结盟，与普鲁士王国作战。结果是普鲁士王国获胜，萨克森-迈宁根公爵博恩哈德二世被迫逊位于其子格奥尔格二世。萨克森-迈宁根成为北德意志邦联的一个邦。
1871年，萨克森-迈宁根加入德意志帝国。1918年德国革命推翻了君主制，萨克森-迈宁根公国成为萨克森-迈宁根自由州，并于1920年并入图林根自由州。

## 行政区划
1826年后的萨克森-迈宁根公国分为四个县：
- 迈宁根县：面积749km²，1910年人口70933；
- 希尔德堡豪森县：面积777km²，1910年人口60409；
- 松讷贝格县：面积344km²，1910年人口68033；
- 萨尔费尔德县：面积598km²，1910年人口69541。

## 历代公爵列表
1. 1680年—1706年：博恩哈德一世
2. 1706年—1724年：恩斯特·路德維希一世
3. 1724年—1729年：恩斯特·路德維希二世
4. 1729年—1743年：卡爾·腓特烈
5. 1743年—1746年：腓特烈·威廉
6. 1724年—1763年：安东·乌尔里希
7. 1763年—1782年：卡爾·威廉·奥古斯特
8. 1782年—1803年：格奧爾格一世
9. 1803年—1866年：博恩哈德二世
10. 1866年—1914年：格奧爾格二世
11. 1914年—1918年：博恩哈德三世

### 公爵家族领袖列表

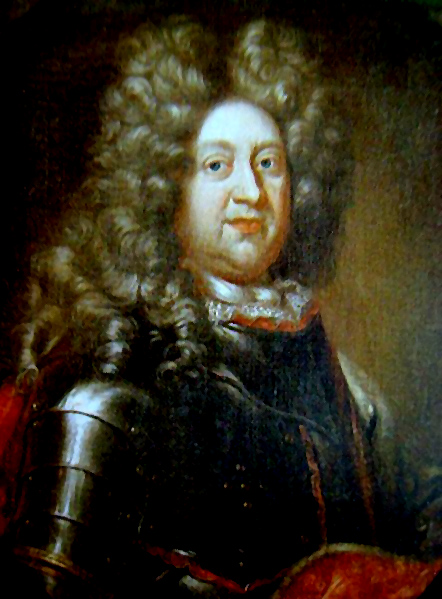
第一任萨克森-迈宁根公爵博恩哈德一世

- 1918年—1928年：博恩哈德三世
- 1928年—1941年：恩斯特
- 1941年—1946年：格奥尔格
- 1946年—1984年：博恩哈德
- 1984年至今：康拉德

## 历任首相列表
- 1848年9月14日—1849年10月23日：汉斯·卡尔·豪波尔德·冯·施佩斯哈德男爵（Hans Karl Haubold Freiherr von Spesshardt）
- 1849年10月24日—1854年5月12日：鲁道夫·赫尔曼·冯·维赫马尔男爵（Rudolf Hermann Freiherr von Wechmar）
- 1854年5月12日—1861年9月：安德烈阿斯·保罗·阿道夫·冯·哈尔伯（Andreas Paul Adolph von Harbou）
- 1861年9月—1864年10月1日：安东·斐迪南·冯·克罗希格克男爵（Anton Ferdinand Freiherr von Krosigk）（第一任期）
- 1865年7月27日—1866年8月18日：弗里德里希·菲尔希特格特·冯·乌滕霍文（Friedrich Fürchtegott von Uttenhoven）
- 1866年8月18日—1866年10月20日：恩斯特·古斯塔夫·戈特利伯·路易·冯·布克（Ernst Gustav Gottlieb Louis von Buck）
- 1866年10月20日—1873年：安东·斐迪南·冯·克罗希格克男爵（第二任期）
- 1873年—1890年：阿尔布雷希特·奥托·冯·吉塞克（Albrecht Otto von Giseke）
- 1890年—1902年：约翰·威廉·弗里德里希·冯·海姆（Johann Wilhelm Friedrich von Heim）
- 1902年—1912年10月5日：鲁道夫·冯·齐勒男爵（Rudolf Freiherr von Ziller）
- 1912年10月14日—1918年11月12日：卡尔·沙勒（Karl Schaller）